# Sybaguasu longipenne
Sybaguasu longipenne là một loài bọ cánh cứng trong họ Cerambycidae.